# Вадим, Роже
Роже́ Вади́м (фр. Roger Vadim, при рождении Вадим Игоревич Племянников; 26 января 1928, Париж — 11 февраля 2000, там же) — французский кинорежиссёр, сценарист, актёр и продюсер.

## Биография
Вадим Племянников родился 26 января 1928 года в Париже. Его отец, Игорь Николаевич Племянников (1904—1938), уроженец Киева, был эмигрантом и французским дипломатом в Египте и Турции, где и прошло детство Вадима. Мать — актриса Мария-Антуанетта Ардилуз. После смерти отца они с матерью вернулись обратно во Францию. Сестра, Элен Племянникова, известный в киноиндустрии монтажёр, работала с Нагисой Осимой, Клодом Шабролем, Франсуа Трюффо, Луисом Бунюэлем.
После изучения актёрского мастерства в 1944—1947 годах играл небольшие роли в театре. Взял себе сценический псевдоним Роже Вадим.
В это время он написал роман и представил его писателю Андре Жиду. Последний критично оценил литературное начинание Вадима, зато познакомил его с режиссёром Марком Аллегре, у которого Вадим начал работать ассистентом и соавтором сценария. Одновременно он работал в журнале Paris Match.
В 1952 году женился на малоизвестной тогда актрисе Брижит Бардо. Первый фильм Вадима «И Бог создал женщину» (1956) с участием Бардо и Жана-Луи Трентиньяна сразу сделал его знаменитым. В 1957 году Вадим и Бардо развелись.
В 1958 году Роже Вадим женился на датской актрисе Аннетт Стройберг, которая сыграла в его фильмах «Опасные связи» и «Умереть от наслаждения». В 1958 году у них родилась дочь Натали (Наталья Вадимовна Племянникова). В 1960 году брак распался.
В 1960 году Вадим познакомился с 17-летней Катрин Денёв. Брак был гражданским, продлился до 1965 года. Катрин Денёв снялась в фильме «Грех и добродетель». В 1963 году у них родился сын Игорь Вадимович Племянников, известный как Кристиан Вадим, ставший актёром.
После разрыва с Денёв Вадим познакомился с актрисой Джейн Фондой, он дважды предлагал ей сниматься в своих картинах. В 1965 году они поженились. Фонда появилась в фильмах «Карусель», «Добыча» и «Барбарелла». Брак продлился с 1965 по 1973 год. 28 сентября 1968 года у них родилась дочь Ванесса.
В 1974 году у Роже Вадима был роман с актрисой Сильвией Кристель, сыгравшей в фильме Эммануэль.
В 1980 году, в возрасте 52 лет, он познакомился с Энн Бидерман, 29-летней американской писательницей, они обручились в 1984 году, но расстались в 1986 году. Четвёртый брак, с 13 декабря 1975 по 10 июня 1977 года, с Катрин Шнайдер. Он также завершился разводом. У них родился сын Ваня.
Пятый брак, с 1990 по 2000 год, — с актрисой Мари-Кристин Барро.
В начале 1980-х годов Роже Вадим играл в американских фильмах, снимал телефильмы (в фильме «Красавица и чудовище» снялся Клаус Кински), был постановщиком спектаклей. В последние годы жизни занимался литературной деятельностью, вышло несколько его книг.
Умер 11 февраля 2000 года в Париже. Похоронен на морском кладбище в Сен-Тропе. Все его бывшие жены присутствовали при его погребении. Мари-Кристин Барро вспоминала: «Он не был мачо. У него было большое русское сердце. Расставаясь с женщиной, он умел не ссориться с ней. Все его бывшие жены были рядом со мной, когда его не стало».

## Фильмография

### Режиссёр
- 1956 — И Бог создал женщину / Et Dieu… créa la femme
- 1957 — Никогда не знаешь / Sait-on jamais…
- 1958 — Ювелиры лунного света / Les Bijoutiers du clair de lune
- 1959 — Опасные связи / Liaisons Dangereuses 1960
- 1960 — Умереть от наслаждения / Et mourir de plaisir
- 1960 — Отпустив поводья / La Bride sur le cou
- 1962 — Отдых воина / Le Repos du guerrier
- 1963 — Порок и добродетель / Le Vice et la vertu
- 1963 — Замок в Швеции / Chateau en Suède
- 1964 — Карусель / La Ronde
- 1966 — Добыча / La Curée
- 1968 — Барбарелла / Barbarella
- 1968 — Духи смерти / Tre Passi Nell Delirio
- 1971 — Хорошенькие девушки, станьте в ряд / Pretty Maids All in a Row
- 1973 — Дон Жуан-73 / Don Juan 73
- 1974 — Убитая девушка / La Jeune fille assassinée
- 1976 — Верная женщина / Une femme fidèle
- 1980 — Ночные игры / Jeux de Nuit / Night Games
- 1983 — Вечеринка с сюрпризами / Surprise Party
- 1988 — И Бог создал женщину / And God Created Woman
- 1991 — Сафари
- 1993 — Сумасшедшая любовь
- 1996 — Мой отец был прав
- 1997 — Удар волшебной палочки

### Актёр
- 1952 — Длинные зубы / Les Dents longues
- 1963 — Драже с перцем / Dragées au poivre

## Интересные факты
В честь Роже Вадима принял второе имя Вадим румынский поэт и националистический политик Корнелиу Тудор.

### на французском языке
- Histoires de vampires, Robert Laffont, 1961; Livre de Poche, 1971
- Mémoires du diable, Stock, 1975
- L'Ange affamé, roman, Robert Laffont, 1982
- D'une étoile l'autre, Édition no 1, 1986
- Le Fou amoureux, roman, Fixot, 1988
- Le Goût du bonheur: Souvenirs 1940—1958, Fixot, 1993

### на английском языке
- Bosworth, Patricia (2011). Jane Fonda: The Private Life of a Public Woman. Houghton Mifflin Harcourt, 608 pages. ISBN 978-0-5471-5257-8
- Lanzoni, Rémi Fournier (2015). French Cinema: From Its Beginnings to the Present. Bloomsbury Academic, 632 pages. ISBN 978-1-5013-0307-4

### на французском языке
- Ghys, Clément, Vadim, Le plaisir sans remords, Stock, Paris, 2017, 272 pages, ISBN 978-2-2340-8100-0
- Guern, Arnaud Le, Vadim, un playboy français, Séguier, Paris, 2016, 259 pages, ISBN 978-2-8404-9687-8